# Línea Estrella de Oro
Autobuses Estrella de Oro, S.A. de C.V., es una empresa mexicana de autotransporte de pasajeros fundada en 1922, con sede en la Ciudad de México. Actualmente, forma parte de Mobility ADO.

## Historia
- El 30 de marzo de 1922 nació Autobuses México – Acapulco Estrella de Oro cubriendo las rutas entre la Ciudad de México, Cuernavaca y el Puerto de Acapulco.
- Hacia la década de 1940, Estrella de Oro se inició en el servicio de paquetería y envíos entre las mismas ciudades que cubrían aquella ruta.
- En 1955 se dio la introducción de los primeros autobuses de piso y medio marca Beck DH1030, para el aquel entonces Servicio Expresso de Lujo.
- En los años 60, se inicia la operación con autobuses marca Sultana Panorámico de cuatro ejes en el Servicio Super Expresso de Lujo, así mismo se crea la operadora de viajes Auto Turismo.
- En 1991, se crea el Servicio Diamante con autobuses Motor Coach Industries M.C.I. y su modelo 96A-DL3, equipados con únicamente 21 asientos tipo Semi–cama, Sanitario, y sobrecargo.
- En 1992, se lanza el Servicio Crucero con autobuses de dos pisos de la empresa alemana Neoplan, con su modelo SkyLiner de 3 Ejes, siendo la primera línea de autobuses en México en contar con este tipo de unidades. Además, se adquieren autobuses Neoplan Cityliner 3 Ejes para los Servicios Diamante y Pluss.
- En 2003, se adquieren nuevos autobuses de dos pisos, de la marca Scania–Busscar Panorámico D.D. de 3 Ejes y autobuses Volvo 9700 para el Servicio Pluss de la empresa.
- Para 2004, se compran autobuses Volvo 9700 para el Servicio Diamante.
- En el año 2007, se pone a la venta la empresa, llegando a un primer acuerdo con Grupo IAMSA, para finalmente ser adquirida por el Grupo ADO (hoy Mobility ADO), con lo que se amplía la cobertura, llegando a nuevos destinos como Veracruz, Córdoba, Jalapa y Oaxaca.
- En el año 2015 renuevan el 70% del parque vehicular por unidades Volvo.
- En el año 2016 inicia remodelación de la terminal Acapulco Costera, la primera terminal en llegar al puerto.
- En el año 2018 inicia remodelación de la Terminal Chilpancingo.

## Servicios
Estrella de Oro cuenta con varios servicios que son:
- Económico Los Galgos. Cuentan con aire acondicionado y ofrecen su servicio en la Costa Grande de Guerrero.
- Primera Clase. Cuenta con 42 asientos reclinables, aire acondicionado, wifi (la mayoría de las unidades) y sanitario.
- PLUSS. Servicio Ejecutivo, cuenta con 36 asientos reclinables, wifi, aire acondicionado, doble sanitario y video a bordo.
- Diamante. Servicio de Lujo, cuenta con 24 asientos tipo cama, wifi, sala de espera exclusiva, pantallas táctiles individuales, doble sanitario y Box Lunch.

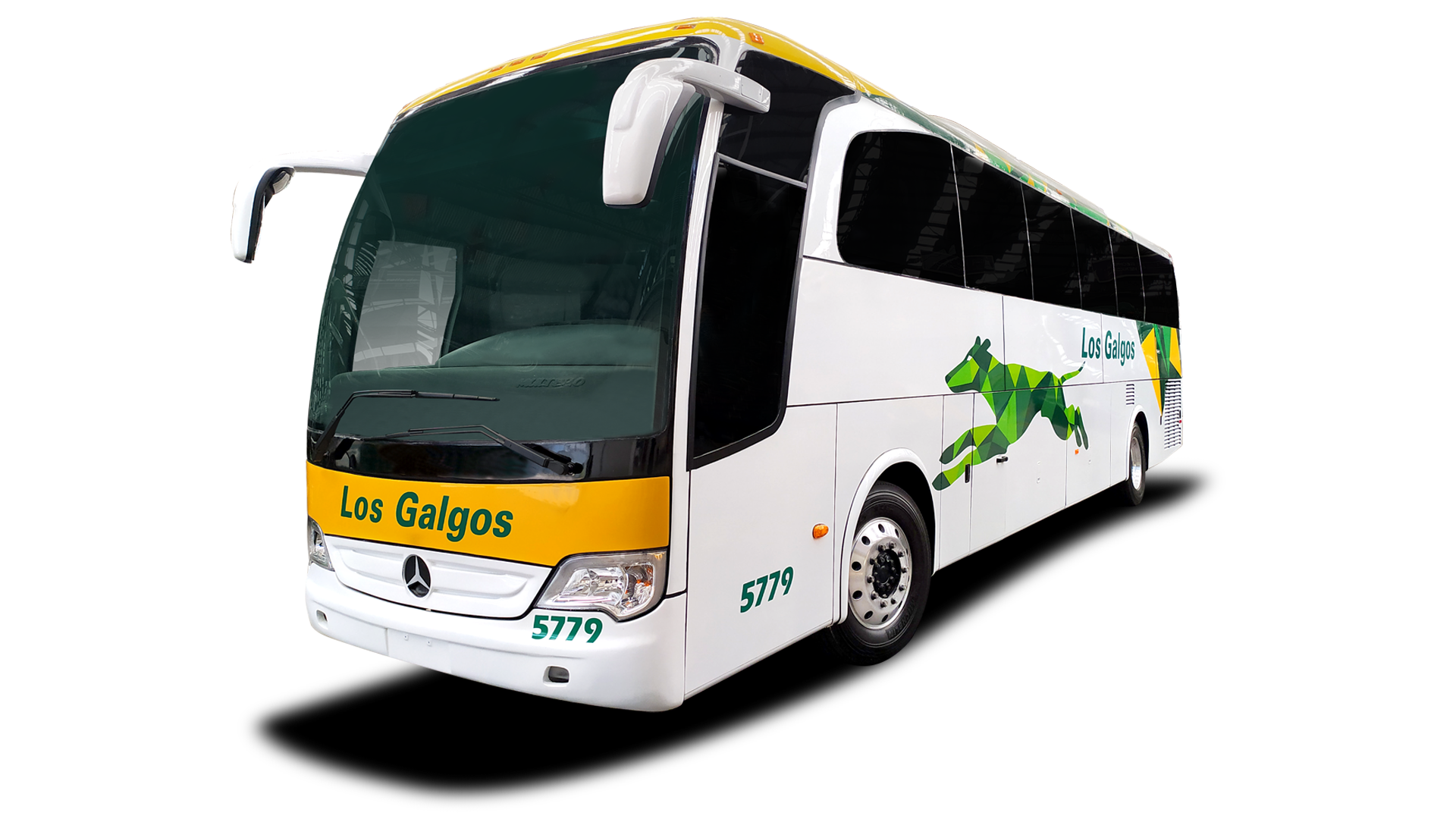
Los Galgos servicio económico.
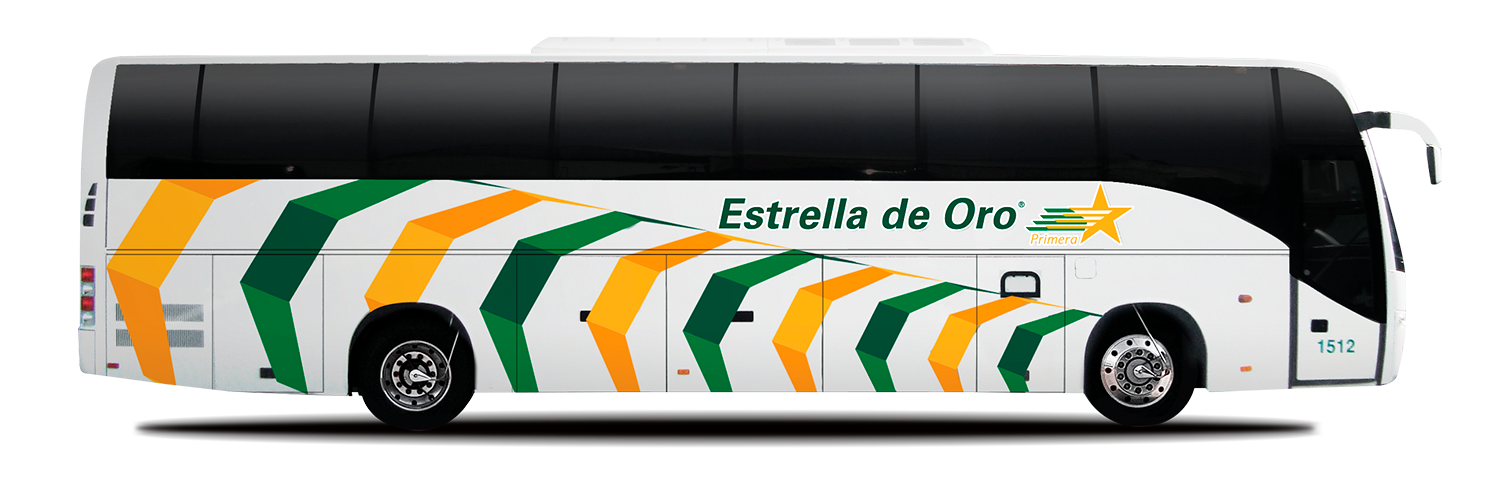
Estrella de Oro "Primera".
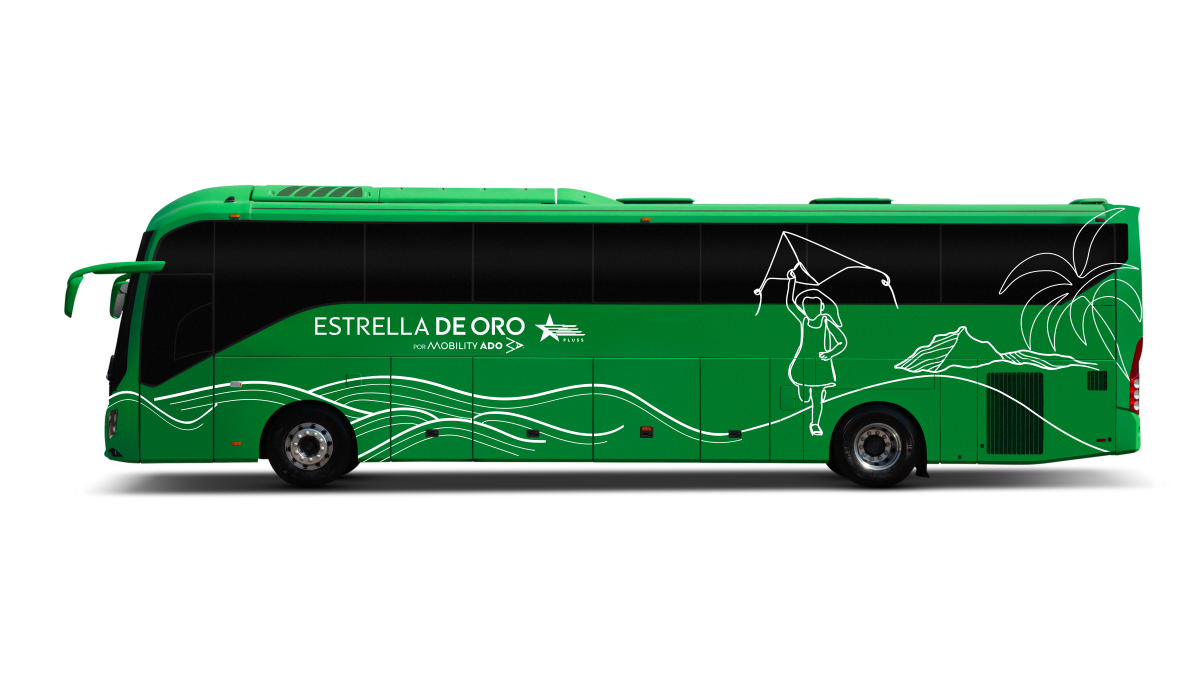
Estrella de Oro Pluss. Imagen del 2024.
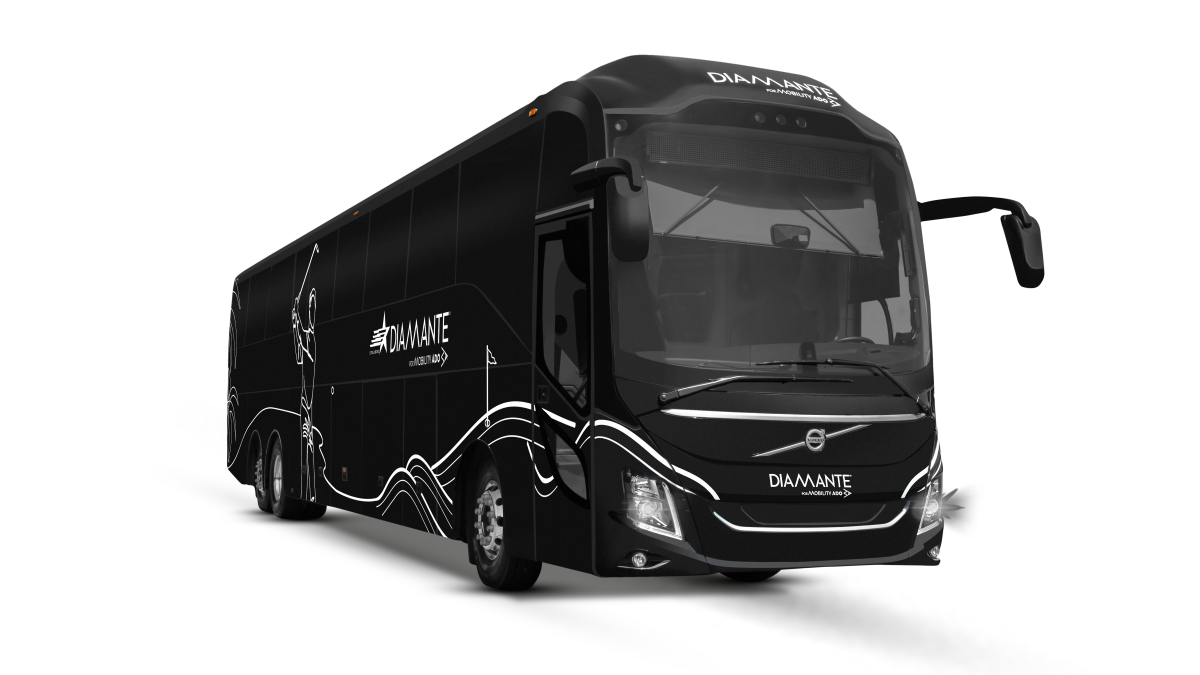
Estrella de Oro Diamante. Imagen 2024.

## Destinos
Estrella de Oro tiene presencia en 10 estados del país, principalmente en la Ciudad de México, y sus principales destinos son:
| Estado           | Destinos |
| ---------------- | --- |
| Ciudad de México | Aeropuerto Internacional de la Ciudad de México, Santa Martha Acatitla, Terminal TAPO y Terminal Central de Autobuses del Sur.                                       |
| Estado de México | Ciudad Azteca, Ixtapaluca, Tlalnepantla |
| Guerrero         | Acapulco, Arcelia, Atoyac, Ciudad Altamirano, Chilpancingo, Iguala, Ixtapa-Zihuatanejo, Petatlán, Taxco, Tecpan, Tierra Colorada y Terminal de Autobuses Las Cruces. |
| Michoacán        | Lázaro Cárdenas y Playa Azul. |
| Morelos          | Cuernavaca. |
| Oaxaca           | Oaxaca. |
| Puebla           | Puebla. |
| Veracruz         | Córdoba, Veracruz y Xalapa |